# Chinesische Nationalspiele 1959/Badminton
Bei den Chinesischen Nationalspielen 1959 wurden vom 13. September bis 3. Oktober
1959 in Peking im Badminton fünf Einzelwettbewerbe ausgetragen.

## Sieger
| Disziplin    | Sieger                            |
| ------------ | --------------------------------- |
| Herreneinzel | Wang Wenjiao (Fujian)             |
| Dameneinzel  | Chen Jiayan (Fujian)              |
| Herrendoppel | Wang Wenjiao Chen Fushou (Fujian) |
| Damendoppel  | Chen Jiayan Huang Bin (Fujian)    |
| Mixed        | Chen Fushou Chen Jiayan (Fujian)  |